# Jasmin Riter
Jasmin Riter (* 1983) ist eine deutsche Autorin, Slam-Poetin und Frauenrechtlerin.

## Leben
Jasmin Riter wurde in Stuttgart geboren und wuchs in Sindelfingen auf, wo sie das Goldberg Gymnasium besuchte. An der Universität Stuttgart studierte sie Allgemeine und Vergleichende Literaturwissenschaften und Linguistik und schloss 2008 mit dem Magister ab. Anschließend verbrachte sie einige Zeit in Berlin und Rom. Heute lebt sie mit ihrer Familie in der Nähe von Schorndorf im Remstal. Für den Kinder- und Jugendbuchbereich wird sie von der Berliner Literaturagentur Arteaga vertreten. Jasmin Riter ist Mitglied des Bundesverbands junger Autorinnen und Autoren e.V. und der Queer Media Society.

## Werk
Riter schreibt laut eigenen Angaben seit ihrer Kindheit Geschichten. Ab 2022 veröffentlichte sie Kurzgeschichten in Anthologien und Literaturzeitschriften und wurde zahlreich ausgezeichnet. Im März 2024 erschien das Kinderbuch Norbert tanzt im Berliner Peckelston-Verlag. Im Oktober desselben Jahres folgte Orcawale, ein Band mit Erzählungen und Erinnerungen in der Reihe "fortfolgendes" des Thelem-Verlags, Dresden.
Jasmin Riter bezeichnet sich selbst als feministische Autorin und schreibt Texte, in den marginalisierte Protagonistinnen im Mittelpunkt stehen. Anlässlich des internationalen Tages zur Beseitigung von Gewalt gegen Frauen erschien am 25. November 2024 ihr Text #me doch eigentlich #too - oder? auf der Webseite von Pinkstinks Germany, einer feministischen Bildungsorganisation. Sie veranstaltet feministische Schreibworkshops für Mädchen und Frauen und tritt bei Panels und Podiumsdiskussionen auf.

## Stipendien und Auszeichnungen (Auswahl)
- 2025: Stipendiatin der Dramatiker:innenbörse im Rahmen des Internationalen Theaterfestivals für ein junges Publikum in Vorarlberg/Österreich
- 2025: Shortlist des Literaturwettbewerbs "Wortwechsel" von ausdrucksreich.de
- 2025: Recherchestipendium der EU im Rahmen von "Culture Moves Europe" für eine Reise nach Dublin/Irland
- 2024: Shortlist des Literaturpreis Region Schwaben
- 2021: Stipendiatin des Förderkreises der Schriftsteller:innen in Baden-Württemberg[8]

## Veröffentlichungen (Auswahl)

### Ganzschriften
- Norbert tanzt. Bilderbuch, mit Illustrationen von Erica Chen, Peckelston Berlin, 2024, ISBN 978-3-7518-7023-8
- Orcawale. Erzählungen und Erinnerungen. fortfolgendes, (Thelem-Verlag), Dresden, 2024, ISBN 978-3-8321-6833-9

### Beiträge in Anthologien und Literaturzeitschriften
- Die Räuber. In: Auf Augenhöhe. Literaturpreis des Bezirks Schwaben, Band 19, hrsg. vom Bezirk Schwaben, Wißner-Verlag, Augsburg, 2024, ISBN 978-3-446-27903-2
- Orcawale. In: Präsenz, #kkl - Kunst, Kultur, Literatur Magazin, Nr. 37, 2024[9]
- #me doch eigentlich too - oder? auf www.pinkstinks.de, 2024[10]
- Dorfjugend. In: 50 Jahre Landkreis Böblingen, Festschrift, Böblingen, 2023
- Hyper, hyper. In: DUM - Das Ultimative Magazin, Nr. 108, Zöbing, Österreich, 2023
- Mr. Brightside. In: Wishbone Words, Issue No.11, 2023[11]
- Bananenschweigen. In: Nur ein Wort. Wortgewandt 2022 – die 15 besten Kurzgeschichten, hrsg. von Treffpunkt Schreiben, Buchschmiede, Großebersdorf, Österreich, 2022, ISBN 978-3-446-27903-2
- Mysha. In: Und in der Nacht fielen die Sterne vom Himmel. Texte für den Frieden, hrsg. vom Bundesverband Junger Autorinnen und Autoren BVjA e.V, Bookmundo, 2022, ISBN 978-3-446-27903-2